# Lagerstätte Neuoberhaus
Die Lagerstätte Neuoberhaus befindet sich zwischen Neuoberhaus und Pachthaus am Rabenberg in Johanngeorgenstadt, Sachsen. Sie wurde zur Urangewinnung durch die Schachtverwaltung 126 der Wismut AG erschlossen und abgebaut. Diese Schachtverwaltung war eine selbständige wirtschaftliche Einheit im Objekt 08. Erschlossen wurde die Lagerstätte mit 3 Schächten, 6 Stolln, 8 Blindschächten und 37 Schürfen auf insgesamt 9 Sohlen. Das untertägige Grubenfeld umfasste etwa 1 km². Die Gesamtgewinnung von Uran belief sich im Zeitraum von 1947 bis 1955 auf ca. 60,8 Tonnen.

## Historischer Bergbau
Der Rabenberg war vor allem um die Wende des 17./18. Jahrhunderts Ziel einer umfangreichen Schürftätigkeit auf Zinn. Bei einigen Fundgruben des Altbergbaus ist es heutzutage nicht mehr möglich diese räumlich exakt einzuordnen, begründet u. a. durch vielerlei Neuverleihungen unter anderen Namen, eine kurze Existenz und fehlendes Risswerk. Allerdings weisen im Bereich der Lagerstätte zahlreiche Pingen auf den Altbergbau hin.
Eine dieser Gruben war Neu Oberhaus Sachsen, verliehen Crucis 1696. Der Stolln wurde auf einem Spatgang vorgetrieben. Da Erzfunde ausblieben, war der Rezess bis 1722 auf 8577 Gulden angestiegen. 1725 wurde der Betrieb eingestellt. Zwischen 1752 und 1828 war die Grube noch einmal ohne nennenswerten Erfolg in Betrieb. Der mittlere Neu Oberhaus Sachsen Stolln wurde etwa 600 m vorgetrieben. Unmittelbar an der Grenze zu Tschechien wurde der Johannesstolln vorgetrieben. Der Betrieb wurde 1811 eingestellt. Das Mundloch befand sich oberhalb der Nestlerstraße in Pachthaus.

## Geologie
Neuoberhaus bildet die NO-Flanke der Lagerstädte Johanngeorgenstadt. Zur Lagerstätte Johanngeorgenstadt, die im Wismut Objekt 01 abgebaut wurde, ist sie durch die NW-SO streichende Störung Irrgang abgegrenzt. Durch diese Störung ist die Lagerstätte Johanngeorgenstadt gegenüber der Lagerstätte Neuoberhaus um ca. 200 m abgesunken.
Die Gesteine der Lagerstätte Neuoberhaus sind im Kontakthof des Granits kontaktmetamorph überprägte ordovizische Muskovitphyllite. Sie fallen mit 5 bis 20 Grad nach Nordost ein. Der innere Kontakthof beginnt bei einer Entfernung zum Granit von ca. 100 m bis 150 m mit der Bildung von Frucht- und Andalusitglimmerschiefer bzw. mit der Bildung von Hornfels im unmittelbaren Granitkontakt. Zusätzlich kommt es im Bereich des inneren Kontakthofes sowie am Übergang vom inneren zum äußeren Kontakthof zum Auftreten von aus Amphibolschiefern und Quarzitschiefern bestehenden Linsen. Der unterlagernde Granit steht in einer Teufe von 230-250 m an und fällt mit 8-10 Grad nach Südost ein. Bestimmende geologische Strukturen sind die Störungen Wilder Mann, Seifenbach und Irrgang. Die Erzformationen waren relativ streng an bestimmte Gangstreichen gebunden. Während die durch den Altbergbau erschlossene Quarz-Kassiterit-Wolfram-Formation (qksw-Formation) auf Spatgängen zu finden war, befand sich die durch die Wismut abgebaute Uranvererzung auf stehenden und flachen Gängen. Die im Bereich des Schachtes 337 untersuchten Spatgänge gehörten der Quarz-Sulfid-Formation (qsf-Formation) an und waren nicht bauwürdig. Die am Westrand der Lagerstätte auftretenden Morgengänge der Wismut-Kobalt-Nickel-Formation (BiCoNi-Formation) wurden durch den Schacht 145 des Objektes 01 untersucht.
Quarz-Kassiterit-Wolfram-Formation (qksw-Formation)Diese Formation trat im Zentralteil der Lagerstätte auf. Sie war das Ziel des Bergbaus auf Zinn bis Mitte des 19. Jahrhunderts. Die Gangfüllung besteht aus Quarz sowie Turmalin und die Vererzung beschränkt sich auf Kassiterit sowie sporadisch Wolframit.
Quarz-Sulfid-Formation (qsf-Formation)Diese Formation tritt im Osten der Lagerstätte, im Gebiet des Schachtes 337 auf. Die Gangfüllung besteht aus Quarz. Als Erzminerale führen diese Gänge Sphalerit, Galenit, Pyrit, Chalkopyrit, Tetraedrit und Arsenopyrit.
Kammquarz-Calcit-Pechblende-Formation (kku-Formation)Diese Formation repräsentiert die primäre Uranvererzung. Die Gangfüllung besteht aus Calcit, Siderit und Quarz. Als Erzminerale führen diese Gänge Pechblende, Pyrit und Hämatit.
Wismut-Kobalt-Nickel-Formation (BiCoNi-Formation)Die BiCoNi-Formation trat untergeordnet am Westrand der Lagerstätte auf. Die Gangfüllung besteht aus Calcit und Quarz. Als Erzmineralen treten nur sporadisch neben Pechblende, Silber-, Wismut-, Nickel- und Kobaltminerale auf.

## Verwaltungstechnische Entwicklung
Die Erkundungsarbeiten im Revier begannen 1947 und wurden anfangs von der geologischen Abteilung des Objektes 01 durchgeführt. Das im Jahr 1947 gegründete Untersuchungsobjekt 23 übernahm im Laufe des Jahres 1947 das Revier. Am 1. Juli 1948 wurde das Aufschlussprojekt durch die Generaldirektion der Wismut AG bestätigt, die Schachtverwaltung 126 gegründet und dem Objekt 23 zugeordnet. Im November wurde das Untersuchungsobjekt 23 in das Exploitationsobjekt 08 umgewandelt. Die Ausrichtungsarbeiten (z. B. Schachtteufe, Streckenvortrieb oder Aufwältigung) wurden durch das Objekt 12 realisiert. Im Jahr 1953 wurde der Höhepunkt der Bergarbeiten erreicht. Am 1. Januar des Jahres waren in der Schachtverwaltung 600 Personen beschäftigt. Mit der Auflösung des Objektes 08 zum 1. Dezember 1953 wurde die Schachtverwaltung 126 dem Objekt 01 unterstellt. Am 1. Juli 1954 wurde sie aufgelöst und die Restarbeiten durch die Schachtverwaltung 87/164 durchgeführt. Die Gewinnung wurde 1955 eingestellt.

## Bergbaubetrieb

### Ausrichtung, Vorrichtung und Abbau
Sohlen Schacht 125 / 126
| Sohle          | 0     | 0     | 0     | ½     | 1     | 1 ½   | 2     | 2 ½   | 3     | 4     |
| -------------- | ----- | ----- | ----- | ----- | ----- | ----- | ----- | ----- | ----- | ----- |
| Höhe NN        | + 787 | + 773 | + 767 | + 761 | + 742 | + 712 | + 683 | + 654 | + 622 | + 595 |
| Betriebsbeginn |       | 1949  |       | 1948  | 1949  | 1950  | 1949  | 1952  | 1952  | 1952  |
| Betriebsende   | 1951  | 1949  |       | 1949  | 1954  | 1954  | 1954  | 1955  | 1955  | 1954  |

Sohlen Schacht 337
| Sohle          | 1     | 2     | 3     |
| -------------- | ----- | ----- | ----- |
| Höhe NN        | + 801 | + 745 | + 685 |
| Betriebsbeginn | 1949  | 1950  | 1951  |
| Betriebsende   | 1952  | 1952  | 1952  |

Stolln
| Stollnname                            | Wismut- Schachtnummer | Revierinterne Nummer | m NN     | Sohle |
| ------------------------------------- | --------------------- | -------------------- | -------- | ----- |
| Neu Oberhaus Sachsen Stolln           |                       | 2                    | + 752,00 |       |
|                                       |                       | 3                    | + 773,40 | 0     |
|                                       |                       | 3a                   | + 761,50 | ½     |
| Oberer Neu Oberhaus Sachsen Stolln    |                       | 4                    | + 777,00 |       |
| Schwarzwasserstolln                   | 59                    |                      | + 681,36 | 2     |
|                                       | 224                   | 8                    | + 741,40 | 1     |
|                                       | 225                   | 9                    | + 741,00 | 1     |
|                                       | 226                   | 10                   | + 742,60 | 1     |
| Mittlerer Neu Oberhaus Sachsen Stolln |                       |                      | + 730,00 |       |
| Tiefer Neu Oberhaus Sachsen Stolln    |                       |                      | + 682,00 |       |
| Johannes Erbstolln                    |                       |                      | + 695,00 |       |

Schächte
| Wismut- Schachtnummer | Rasensohle m NN | angeschlagene Sohlen | Gesamtteufe in m |
| --------------------- | --------------- | -------------------- | ---------------- |
| 125                   | + 792,51        | 1, 2                 | 114,20           |
| 126                   | + 793,17        | 1, 2, 4              | 232,40           |
| 337                   | + 834,51        | 2, 3                 | 158,51           |

Blindschächte
| Schachtbezeichnung | von        | nach       | Gesamtteufe in m |
| ------------------ | ---------- | ---------- | ---------------- |
| Gesenk 38-1/2-1    | 1. Sohle   | 1 ½. Sohle | 29,78            |
| Gesenk 38-1/2-2    | 1. Sohle   | 1 ½. Sohle | 29,43            |
| Gesenk 126-2/1-4   | 1 ½. Sohle | 2. Sohle   | 31,00            |
| Gesenk 126-2/1-5   | 1 ½. Sohle | 2. Sohle   | 31,00            |
| Gesenk 126-2/3-3   | 2. Sohle   | 2 ½. Sohle | 30,00            |
| Gesenk 126-2/3-4   | 2. Sohle   | 2 ½. Sohle | 30,00            |
| Gesenk 126-2/3-5   | 2. Sohle   | 3. Sohle   | 61,00            |
| Gesenk KR 6        | 2. Sohle   | 2 ½. Sohle | 30,00            |

Die in der Erkundungsperiode 1947 aufgewältigten und untersuchten Stolln des Altbergbaus spielten in der weiteren Betriebsentwicklung keine Rolle mehr. Dagegen wurden die bei der Emanationsaufnahme des untersuchten Gebietes festgestellten radioaktiven Anomalien mittels Schurfgräben untersucht. Analog dazu wurden der Stolln 3 (0. Sohle) und der Stolln 3a (½. Sohle) aufgefahren, sowie die ersten Schürfe geteuft.
Mit der Bestätigung des Abbauprojektes im Juli 1948 wurde mit der Teufe von Schacht 125 und Schacht 126 sowie mit der Auffahrung der 1. Sohle begonnen, anfangs über Schurfschächte, ab Dezember auch über die Stolln 224, 225 und 226. Im Dezember 1948 begann auch die Auffahrung der 2. Sohle mit dem Stolln 59 (Schwarzwasserstolln).
Im Jahr 1949 wurden die Arbeiten intensiviert. Die Teufe von Schacht 125 wurde im Dezember 1949 mit dem Erreichen der 2. Sohle eingestellt. Die Auffahrungen auf der 1. und 2. Sohle wurden intensiv vorangetrieben. Die ersten Gewinnungsarbeiten erfolgten auf der 0 Sohle sowie der ½ Sohle; dort wurden 1,77 t Uran abgebaut.
Im Jahr 1950 wurde der Betrieb auf den oberflächennah gelegenen Sohlen 0 und ½ eingestellt. Die 1 ½ Sohle wurde im Südfeld über die Gesenke 38-1/2-1 und 38-1/2-2 sowie im Zentralfeld mit den Überhauen 3, 5 und 6 von der 2. Sohle aus aufgefahren. Auf der 1. und 2. Sohle wurde mit dem Abbau begonnen und 2,88 t Uran abgebaut. Etwa 300 m östlich des Grubenfeldes begann im Bereich der Preishausstraße die Untersuchung einer radioaktiven Anomalie über zwei Schurfschächte auf der 0-Sohle. Im September 1950 begann hier auch die Teufe von Schacht 337.
Im Jahr 1951 begann über das Gesenk 126 2/3 -3 im Mittelfeld der 2. Sohle die Auffahrung der 2 ½ Sohle. Der Vortrieb auf der 1. Sohle wurde zum Ende des Jahres eingestellt und die Urangewinnung betrug 5,02 t. Im Bereich der Preishausstraße wurde ausgehend von den beiden Schürfen die 1. Sohle aufgefahren und der Schacht 337 in Betrieb genommen.
Im Jahr 1952 wurde mit der weiteren Teufe von Schacht 126 die 3. und 4. Sohle angeschlagen und beide Sohlen aufgefahren. Die 2 ½ Sohle wurde von der 2. Sohle in zwei weiteren Bereichen erschlossen – im Westfeld mit dem Gesenk 126 2/3-4 und im Nordfeld durch das Gesenk 6. Der Vortrieb auf der 2. Sohle wurde zum Ende des Jahres eingestellt. Die Urangewinnung im Jahr 1952 betrug 11,96 t. Im Bereich der Preishausstraße wurde die 2. Sohle (entspricht 1. Sohle im Schacht 126) über den Schacht 337 aufgefahren und die 3. Sohle (entspricht 2. Sohle im Schacht 126) angeschlagen. Aufgrund negativer Ergebnisse wurde zum Ende des Jahres der Betrieb eingestellt.
Im Jahr 1953 wurde die 3. Sohle aufgefahren. Der Vortrieb im Südfeld der 1 ½ Sohle und im Mittelfeld der 2 ½ Sohle wurde eingestellt. Auf der 1. Sohle fand in ausgewählten Bereichen eine Nacherkundung statt. Die Urangewinnung erreichte laut Chronik der Wismut mit 18,6 t ihren Höhepunkt.
Im Jahr 1954 wurde die Nacherkundung auf der 1. Sohle wieder eingestellt und mit Nacherkundungsarbeiten auf der 2. und 4. Sohle begonnen. Die Uranproduktion wird auf 12,6 t geschätzt.
Im Jahr 1955 wurden auch Nacherkundungsarbeiten auf der 3. Sohle und im Mittelfeld der 1 ½ Sohle aufgenommen. Dabei wurde mit einem Querschlag auf der 3. Sohle die Staatsgrenze zur CSSR um 80 m überfahren. Die 1954 begonnenen Nacherkundungsarbeiten auf der 2. und 4. Sohle wurden hingegen eingestellt. Die Urangewinnung schätzt man auf 8 t. Zum Ende des Jahres 1955 wurden dann alle Gewinnungsarbeiten eingestellt und mit der Demontage begonnen.
Das Grubenfeld Neuoberhaus wurde sowohl vom Grubenfeld des Objektes 01 als auch vom Grubenfeld der Lagerstätte Seifenbach überlagert.
Im Bereich des Schwarzwasserstolln wurde die 2. Sohle in den Jahren 1952 bis 1955 durch die 40-Lachter-Sohle des Objektes 01 unterfahren.
Die Lagerstätte Seifenbach wurde im Norden bis in den zentralen Bereich von der 4., 5. und 6. Sohle der Lagerstätte Seifenbach unterfahren. Auf der 2. Sohle Neuoberhaus besteht im Nordosten über die Strecke 125-2-33 eine söhlige Verbindung zur 3. Sohle der Lagerstätte Seifenbach.

### Eingesetzte Fördertechnik
Die Schächte waren Typenprojekte mit einem lichten Querschnitt von 8,5 m2. Diese Schächte förderten mit je einer Maschine und einem Hunt im Fördergestell. Zum Einsatz kamen bei Schacht 125 und Schacht 126 Fördermaschinen des Typs FW 13 (Fördergeschwindigkeit 3,25 Meter/Sekunde). Der Schacht 337 war mit einer Fördermaschine TM 23 (Fördergeschwindigkeit 5 Meter/Sekunde) ausgerüstet. Die Schachtkonstruktionen waren einfache Holzfördergerüste mit einer Höhe von 16 m (bei Schacht 125 und Schacht 126) bzw. 17 m (bei Schacht 337). Die Gesenke waren mit Fördermaschinen der Typen FW-8 und OK-1 ausgestattet. In der Streckenförderung kamen als Zugmittel elf Akkuloks vom Typ Metallist sowie zwei Akkuloks vom Typ EGS Karlik sowie vier Fahrdrahtloks unbekannten Typs zum Einsatz. Zur Erz- und Masseförderung wurden Hunte mit einem Inhalt von 0,44 m3 und einer Spurweite von 600 mm eingesetzt. Die Hunte wurden manuell bzw. mit den sechs zur Verfügung stehenden Überkopfladern befüllt.

### Wetterführung
Die Bewetterung des Grubengebäudes erfolgte saugend. Im Einsatz waren 33 Grubenlüfter mit einer Kapazität zwischen 4.000 und 50.000 m3/h. Die Gesamtleistung betrug 354.000 m3/h.

### Wasserhaltung
Der Wasserzulauf im Grubengebäude betrug durchschnittlich 42 m3/h. Zur Wasserhaltung wurden die aufgefahrenen Stolln genutzt. Da die Schachtsümpfe von Schacht 126 auf der 1. Sohle und von Schacht 125 sowie Schacht 126 auf der 2. Sohle tiefer lagen als die Mundlöcher der wasserlösenden Stolln, war an den Schächten auf diesen beiden Sohlen eine zusätzliche Wasserhaltung notwendig. Der Schacht 125 verfügte dabei nur über eine Wasserhaltung auf der 2. Sohle, welche über eine Pumpe mit einer Förderleistung von 60 m3/h betrieben wurde. Am Schacht 126 standen für die Wasserhaltung auf den Sohlen 1, 2 und 4 jeweils zwei Pumpen mit einer Förderleistung von je 30 m3/h sowie auf der 3. Sohle eine Pumpe mit ebenfalls 30 m3/h Förderleistung zur Verfügung. Der Schacht 337 verfügte über eine Wasserhaltung auf der 1. und 2. Sohle.

### Haldenwirtschaft
An den drei Förderschächten wurden Tafelhalden geschüttet. An den Stolln 224 und Stolln 225 wurde die Halde parallel zum Schwarzwassertal geschüttet. Kleinere Halden gab es am Stolln 3a, Stolln 59 und Stolln 226. Halde und Mundloch von Stolln 3 wurden später vom Haldenkomplex des Schachtes 125 überkippt. Für den Transport der Haldenmassen zum Haldenkomplex wurden vier Akkuloks Metallist eingesetzt.